# L'Étrangère (film, 1931)
Pour les articles homonymes, voir L'Étrangère.
L'Étrangère (Die Fremde), un film franco-allemand de Gaston Ravel réalisé en 1930, et sorti sur les écrans en 1931.

## Fiche technique
- Titre : L'Étrangère
- Réalisation : Gaston Ravel, assisté de  Tony Lekain
- Scénario et dialogues: Gaston Ravel, d'après la pièce L'Étrangère d'Alexandre Dumas fils (1876)
- Direction artistique : Jacques Colombier et Tony Lekain
- Décors : Lazare Meerson
- Photographie : Léonce-Henri Burel
- Sociétés de production : Hegewald Film GmbH (Berlin), Films Jean de la Cour (Paris)
- Sociétés de distribution : Les Films Cosmograph (1931), puis Les Films Osso
- Format : Noir et blanc -  Son mono (Tobis-Klangfilm) - 1,20:1
- Genre : Drame
- Pays : France - Allemagne  République de Weimar
- Durée: 88 minutes
- Année de sortie : 1931

## Distribution
- Elvire Popesco : Dora Clarkson
- Henri Debain : Mr. Clarkson
- Fernand Fabre : le duc de Septmonts
- Cady Winter : la duchesse de Septmonts
- Émile Drain : Mauriceau
- Jean Gérard : Gérard
- Max Maxudian : le colon
- Tonia Navar : la métisse
- Olga Day : la suivante
- Christiane Delyne
- Jacques Séol
- Fernande Cabanel